# Koło wodne

Koło wodne nasiębierne podczas pracy

Koło wodne, gatro – urządzenie przekształcające energię przepływu lub spadku wody w inne użyteczne formy energii. Składa się ze zwykle drewnianego lub metalowego koła mającego na obwodzie łopatki, przegrody lub zbiorniki poruszane siłą naporu wody. Koła wodne były w powszechnym użyciu od III wieku p.n.e., aż do XX wieku i aktualnie są rzadko wykorzystywane komercyjnie. Początkowo były wykorzystywane wyłącznie do napędu młynów wodnych używanych do mielenia zboża. Z czasem zastosowano je do poruszania narzędzi wykorzystywanych w tartakach, papierniach, kuźniach, foluszach, olejarniach, międlarkach w przemyśle włókienniczym, do kruszenia urobku w zakładach hutniczych, mielenia składników w prochowniach itd.
Pod koniec XVIII wieku John Smeaton dokonał opisu fizyki kół wodnych, co przyczyniło się do znacznej poprawy ich wydajności. Koła wodne ostatecznie zostały wyparte przez mniejsze i bardziej efektywne turbiny – wynalazek Benoît Fourneyrona, które były w stanie wytrzymać wyższy napór hydrauliczny niż koła wodne o konwencjonalnym rozmiarze.
Głównym czynnikiem ograniczającym możliwość konstrukcji koła wodnego jest dostępność płynącej wody lub możliwości budowy kanału lub zapory spiętrzających wodę. Współczesne elektrownie wodne korzystają z napędu wykorzystującego przepływ grawitacyjny wody, analogicznie do koła wodnego.

## Podział
Koła wodne można podzielić na dwa podstawowe rodzaje konstrukcji:
- poziome koło z pionową osią,
- pionowe koło z poziomą osią.

Pionowe koła wodne można podzielić na dalsze podtypy, w zależności od sposobu dostarczania łotokiem wody do mechanizmu:
- Koła nadsiębierne – zasilane wodą od góry, obracają się w przód lub w tył. Wykorzystują głównie energię potencjalną wody i cechują się największą wydajnością ze wszystkich rodzajów kół wodnych. Wymagają relatywnie niewielkiej objętości oraz dużego spadku wody – około 4,5 m. Koło o ruchu zgodnym z kierunkiem przepływu wody cechuje się niższą wydajnością oraz wymaga większego spadku wody niż koło o ruchu wstecznym i z tego powodu było mniej popularne podczas rewolucji przemysłowej. Konstrukcja kół nadsiębiernych wiązała się z wyższymi kosztami inwestycyjnymi, wynikającymi głównie z potrzeby budowy specjalnego kanału lub systemu doprowadzania wody i była możliwa jedynie w obecności dużych spadków terenu.
- Koła śródsiębierne – zasilane wodą dostarczaną do koła poniżej połowy jego wysokości. Wykorzystują energię potencjalną oraz kinetyczną wody. Były najczęściej wykorzystywanym typem koła wodnego podczas rewolucji przemysłowej, ponieważ wymagają niższego spadku wody, niż koła nadsiębierne.
- Koła podsiębierne – zasilane wodą przepływającą bezpośrednio pod kołem. Wykorzystują głównie energię kinetyczną wody i cechują się niższą wydajnością, niż pozostałe typy kół wodnych. Były wykorzystywane głównie na zasobnych w wodę płynącą, płaskich terenach, na których nie było możliwości budowy innego rodzaju kół wodnych.

|  |  |  |

|  |  |

## Historia
Pierwszy znany opis koła wodnego pochodzi z III wieku p.n.e. z Mechanike syntaksis Filona z Bizancjum, gdzie opisane jest zastosowanie koła wodnego do podnoszenia wody i napędu zabawek mechanicznych. Po 35 r. p.n.e. konstrukcję młyna zbożowego, napędzanego kołem wodnym podsiębiernym, przedstawił Witruwiusz w swym dziele De architectura. Generalnie jednak w starożytnej Grecji, jak i w starożytnym Rzymie, w obliczu dostatecznej ilości taniej siły roboczej zwierząt pociągowych i niewolników, koła wodne nie były zbyt rozpowszechnione. 
Najstarszy znany wizerunek koła wodnego znajduje się na skradzionej mozaice z Apamei.
W niektórych krajach Bliskiego Wschodu i Azji Południowo-Wschodniej koła wodne używane są do dziś do podnoszenia wody. Jest to zapewne najstarsza maszyna poruszana siłą wody. Składa się ona z dużego koła wodnego o średnicy do 20 m, do którego są przymocowane drewniane lub gliniane czerpaki – wraz z obrotem koła, czerpaki podnoszą wodę w górę. Koła takie do tej pory czerpią wodę na przykład z rzeki Asi w Syrii, przelewając ją do akweduktów, którymi woda jest prowadzona na pola. Stosuje się je także w innych krajach Bliskiego Wschodu, używa się go również w Hercegowinie, gdzie wprowadzili je Turcy. W Wietnamie są stosowane koła o średnicy 10–15 m, zbudowane całkowicie z bambusa.

## Europa[14]

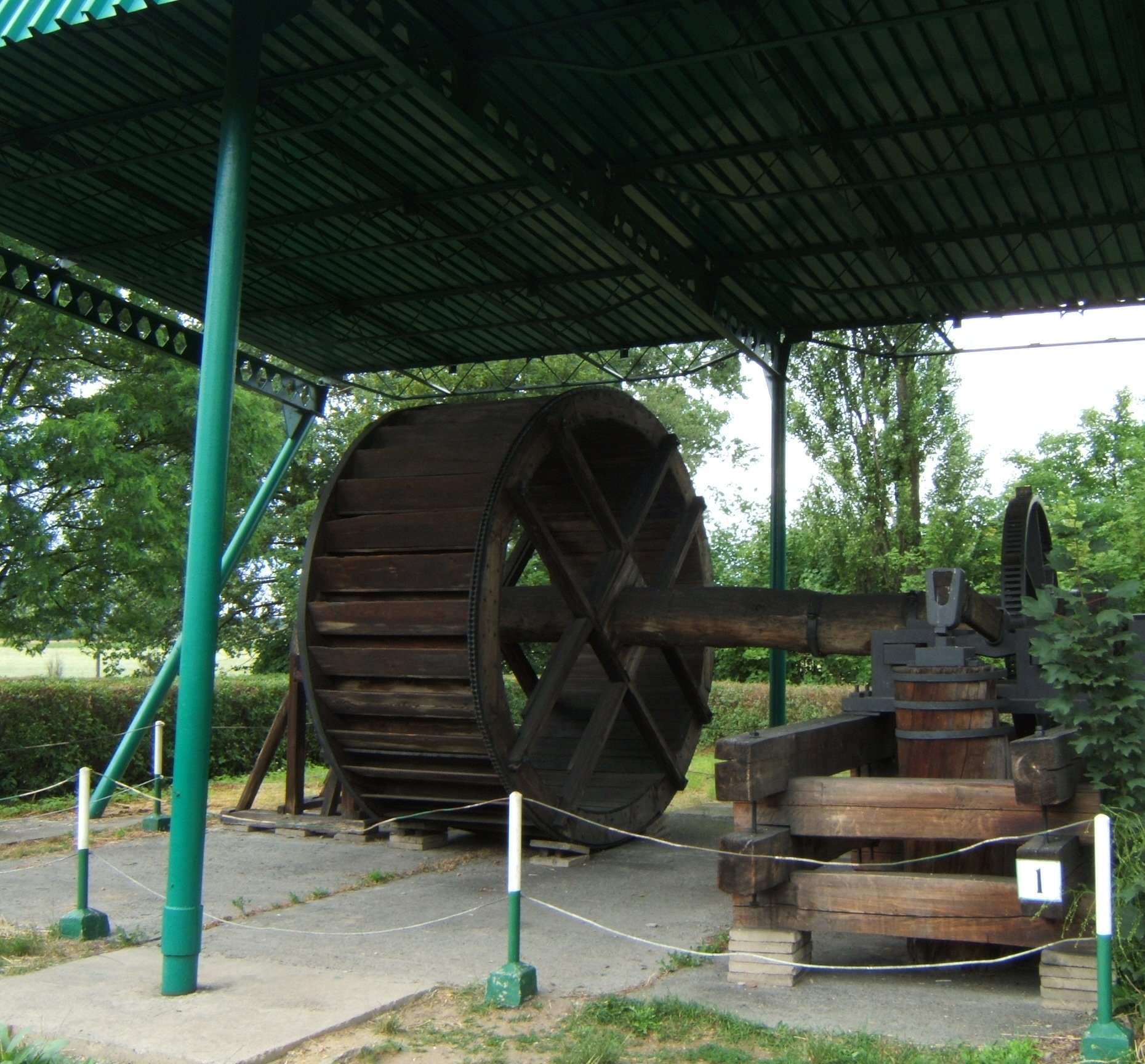
Koło wodne napędzające młot w kuźnicy. Eksponat Skansenu Maszyn Parowych i Parowozów przy Zabytkowej Kopalni Srebra w Tarnowskich Górach

W Europie koła wodne były dość powszechnie stosowane już w XII w. Początkowo były to niewielkie koła podsiębierne, wykonane w całości z drewna, a w ich stosowaniu przodowały klasztory. Koła te miały z reguły moc od 2 do 4 KM. Z czasem młyny zbożowe, folusze i tartaki, napędzane kołem wodnym, stały się powszechnym elementem pejzażu wszędzie tam, gdzie osadnictwo miało dostęp do płynącej wody. W ilustrowanych dopiskach do „Zwierciadła saskiego” pochodzących z 1370 r. przedstawiono już koło wodne nasiębierne. Z średniowiecza pochodzi pierwsza informacja o młynie z kołem wodnym napędzanym przypływami i odpływami morza: w roku 1220 hrabia Holandii Wilhelm I ofiarował swojej żonie jako prezent ślubny taki młyn, usytuowany koło Zierikzee (prowincja Zelandia).
Pierwsze koło wodne w Polsce zbudowano w 1145 roku w Łęczycy. Służyło ono do napędu młyna.
Przez sześć wieków koła wodne spełniały rolę najważniejszych silników w dyspozycji ludzkości. Poza wymienionymi wyżej napędzały urządzenia zakładów hutniczych: stępy do rozdrabniania rud oraz młoty i miechy w kuźnicach. Napędzały tokarnie, wiertarki i szlifierki. Zastosowanie w XVI w. kół wodnych do odwadniania kopalń umożliwiło górnictwu rud sięgnięcie do głębiej położonych pokładów. Traktaty z zakresu mechaniki i hydrauliki, jakie pozostawiły nam w spadku wieki XVI-XVIII, zawierają opisy wielu oryginalnych projektów różnych mechanizmów, napędzanych siłą wody. Część z nich została zrealizowana w praktyce.
Tak np. ok. 1272 r. pochodzący z Lukki Francesco Borghegnano uruchomił w Bolonii maszynę do skręcania nitek jedwabiu, napędzaną kołem wodnym. Takie „filatoria”, z których każde mogło zawierać nawet 280 wrzecion, pracowały jeszcze do XIX w. Innym z interesujących urządzeń była siłownia wodna z XVI w., napędzająca pompy wodociągu londyńskiego. Zbudował ją Duńczyk (lub Niemiec?) Peter Moritz w 1582 r. Składało się na nią pięć wielkich kół podsiębiernych, usytuowanych między filarami jednego z mostów na Tamizie. Obracając się, napędzały one zespół pomp, podających wodę do drewnianego zbiornika, skąd następnie ołowianymi rurami była ona rozprowadzana do poszczególnych odbiorców. Wydajność pompowni wynosiła do 18 tys. m³ wody na dobę. Pracowała ona przez ok. 250 lat, tak długo, jak istniał wspomniany most.

Sto lat później, w latach 1681–1682, podobna instalacja powstała we Francji. Służyła do zasilania ogrodów wersalskich. Usytuowana w Marly-le-Roi nad Sekwaną, napędzana była 14 wielkimi kołami wodnymi o średnicy 12 metrów każde. Poruszały one zespół 221 pomp, przepompowujących wodę z Sekwany do dwóch zbiorników pośrednich. Woda podnoszona była na wysokość 162 m i przesyłana żelaznymi rurami. Uzyskiwana moc była stosunkowo niewielka i wynosiła ok. 80 KM. Koszt całej instalacji natomiast był olbrzymi i wyniósł 100 tys. ówczesnych franków. Funkcjonowała ona do 1817 r., kiedy została zastąpiona nowszym rozwiązaniem.

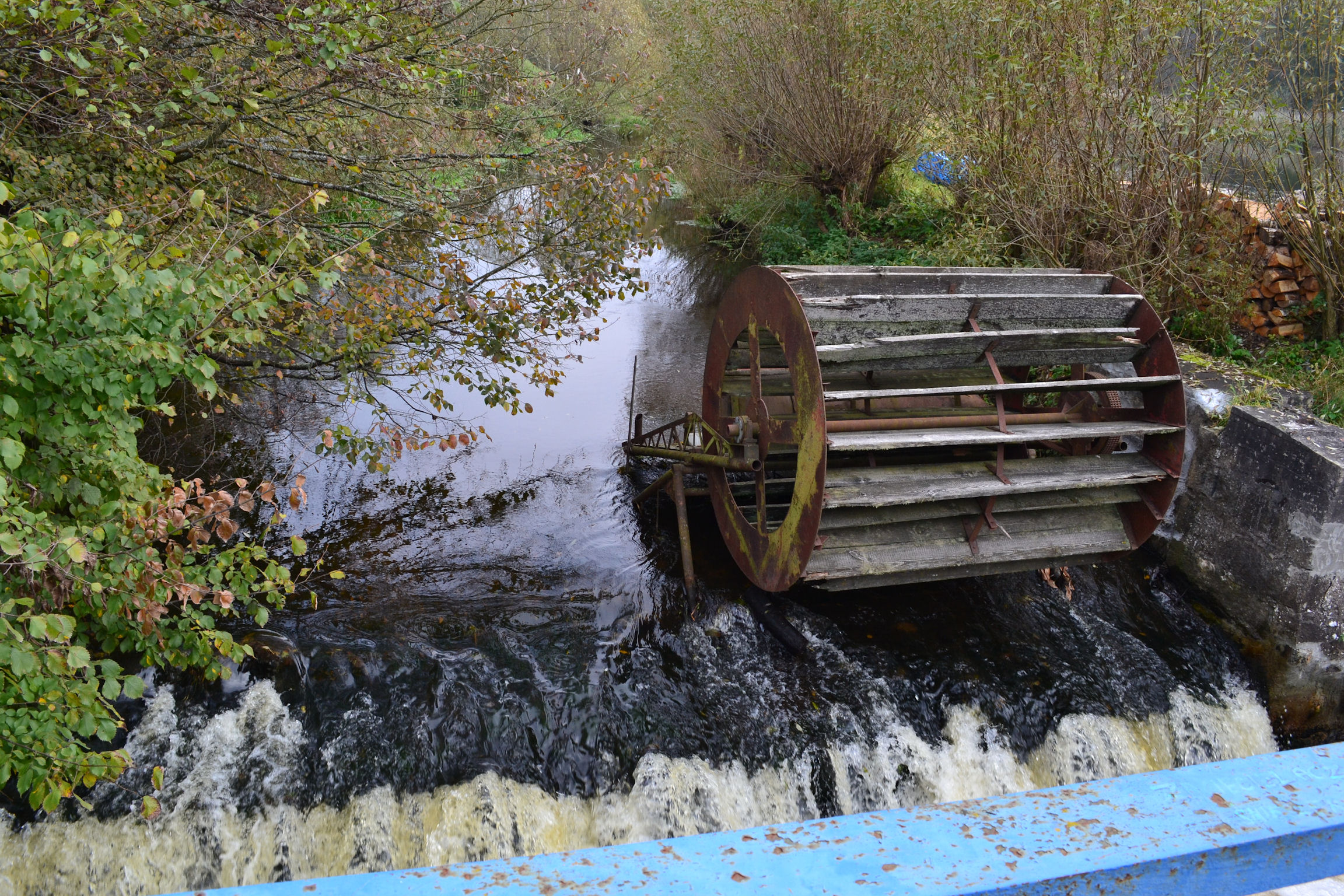
Koło wodne na Gowienicy w Babigoszczy

Rozwijający się przemysł potrzebował napędów o coraz to większej mocy. Na czoło wysunęły się Wyspy Brytyjskie, gdzie w XVII w. pojawiły się pierwsze maszyny przędzalnicze, a następnie tkackie. Zaczęło się upowszechniać najwydajniejsze koło nasiębierne, które doszło do wielkich rozmiarów, a do jego konstrukcji zaczęto używać metali. Np. w Szkocji pracowało wykonane z żelaza koło nasiębierne o średnicy 21 m i szerokości 3,8 m. Przy spadku wody wynoszącym ok. 20 m i przepływie ok. 1 m³/s obracało się ono z prędkością 1,3 obr./min. Miało moc 190 KM i znaczną sprawność, wynoszącą ok. 75%. W kopalni rud cynku i ołowiu w Laxey na wyspie Man działało jeszcze większe koło, zbudowane w 1854 r. przez inżyniera Roberta Casementa. Przy średnicy 22 m i 2-4 obrotach na minutę dawało ono moc 185-200 KM, niezbędną do napędu pomp odwadniających kopalnię. Nazwę „Lady Isabella” otrzymało na cześć żony ówczesnego gubernatora wyspy.
W latach 70. i 80. XVIII w. w rosyjskich państwowych kopalniach zaczęło brakować rąk do pracy. Problemem stał się zwłaszcza transport urobku szybami i przeróbka rudy. W jednej z nich technik Kuźma Frołow skonstruował więc siłownię, składającą się z czterech wielkich kół wodnych, usytuowanych kolejno na tym samym cieku wodnym. Woda doprowadzana była kanałem długości 3 km ze specjalnie wybudowanego zbiornika zaporowego. Największe z kół miało średnicę 15 m. Dzięki systemowi kierowania wodą koła mogły pracować niezależnie, zaś koło napędzające maszynę wyciągową było zwrotne i posiadało hamulce.

## Współczesne zastosowania

### Koło hydrauliczne
Koło hydrauliczne to nazwa współczesnego koła wodnego wykorzystywanego do generowania energii elektrycznej. Przykładem komercyjnego wykorzystania koła hydraulicznego jest urządzenie Aqualienne, które generuje prąd o mocy pomiędzy 37 kW a 200 kW przy odpowiednim parciu hydrostatycznym ze strumienia wody o przepływie 20 m³/s. Zostało ono zaprojektowane z myślą o zagospodarowaniu byłych miejsc użytkowania kół wodnych.

### Wydajność mechaniczna
Zobacz też: turbina Archimedesa
Najwydajniejszym typem kół wodnych (hydraulicznych) są koła nadsiębierne (zwłaszcza o ruchu przeciwnym do kierunku przepływu wody). Mogą one osiągać wydajność 60–90%, przewyższając tym samym turbiny wodne. Współczesne koła podsiębierne mogą osiągać wydajność 60 – 75%, a w przypadku kół wodnych Ponceleta nawet 80%. Koła śródsiębierne oparte na konstrukcji Alphonse’a Sagebiena mogą osiągać wydajność do 90%.

## Zachowane
- Kuźnia Wodna w Oliwie
- Kuźnica wodna w Starej Kuźnicy
- Kuźnica wodna w Sielpi Wielkiej
- Zabytkowy młyn i tartak wodny Boroniówka w Ojcowskim Parku Narodowym

## W heraldyce
Element koła wodnego w heraldyce:

Herb gminy Wręczyca Wielka
Herb gminy Trojanów
Herb szlachecki Becz
Herb Wojkowic
Herb Młynar
Herb Miłomłyna
dawny Herb Piechowic
Herb Czerska
Herb Darłowa
Herb Rumi
Herb powiatu koneckiego
Herb gminy Dźwierzuty